# 이비사역
이비사역(스페인어: Ibiza)은 마드리드 지하철 9호선의 역이다. 마드리드 레티로 구의 오모니마 거리에 위치해 있다. 요금구역 상으로는 A구역에 속한다.

## 역사
1986년 2월 24일 9호선의 기존 두 구간을 잇는 도심구간 개통과 함께 문을 열었다.  역 출구는 레티로 공원에서 200m 떨어진 거리에 위치해 있다.

## 환승 정보
역 주변에 시내버스 정류장이 네 곳 있다. N8 노선이 다니는 야간버스 정류장도 두 곳이 있다.
버스
- 시내버스
  - 2, 15, 20, 26, 61, 63, 152, 215, C1, C2번 노선 (주간)
  - N8번 노선 (야간)

지하철
| 마드리드 지하철                     | 마드리드 지하철       | 마드리드 지하철                   |
| ----------------------------------- | --------------------- | --------------------------------- |
| 프린시페 데 베르가라 파코 데 루시아 | 마드리드 지하철 9호선 | 사인스 데 바란다 아르간다 델 레이 |